# 철인 28호
철인 28호(일본어:  鉄人28号 테츠진 니쥬하치고우[*])는 요코야마 미쓰테루(横山光輝) 원작의 만화작품 및 그 작품 내에 등장하는 가공의 로봇 이름이다. 또한 그 만화작품을 원작으로 하는 애니메이션, 실사영화, TV드라마, 라디오 드라마, 비디오 게임, 연극, 소설의 제목이며, 1960년대에 방영된 첫 번째 TV 애니메이션의 주제가 곡목이기도 하다.

## 개요
만화가 발표된 시기와 일치하는 쇼와 30년대(1955년~1964년)의 일본을 배경으로, 태평양 전쟁 중에 일본제국 육군의 비밀병기로 만들어진 거대로봇 철인 28호가 소년탐정 가네다 쇼타로의 조종으로 악당과 싸운다는 내용이다. 주역 로봇인 철인 28호는 소형 조종기(리모콘)의 통제권이 누구의 손에 넘어가는가에 따라서 선의 사자로도 악의 앞잡이로도 바뀔 수 있는 2중성을 지닌 로봇으로, 막강한 파괴력을 갖춘 무적의 병사이기도 하다.
처음에는 악역으로 등장한 철인 28호를 소년탐정이 추적하여 파괴한다는 괴기 호러 스타일의 과학탐정만화라는 측면이 강했으나, 철인의 인기가 점점 올라가면서 당초의 계획을 수정, 철인과 조종기를 둘러싼 소년탐정과 악당들의 공방전을 그리게 되었으며, 결국에는 완전히 정의의 편으로 넘어온 철인이 소년탐정과 함께 악을 물리치는 권선징악의 스토리로 변경되었다. 《마징가 제트》를 비롯한 후대의 로봇만화에 상당한 영향을 주었다.
1956년부터 1966년까지 고분샤의 만화잡지 《쇼넨(少年)》에 연재되면서 작가 요코야마를 대표하는 인기 작품으로 자리잡았다. 이후 텔레비전용 및 극장용 애니메이션, 라디오 드라마, 실사 TV드라마, 실사영화, 비디오 게임, 연극, 소설로 각색되었다. 또한 여러 작가들에 의해 만화로 리메이크되기도 했다.

## 줄거리
태평양 전쟁 말기에 일본제국 육군이 기사회생의 비밀병기로써 개발한 거대로봇 '철인 28호'가 전후(戰後) 일본에 나타난다. 철인을 자유롭게 조종할 수 있는 조종기를 차지하기 위해 갱단, 비밀결사 및 외국 첩보원들의 싸움이 벌어지고, 주인공인 소년탐정 가네다 쇼타로가 그 사건에 말려든다. 고민 끝에 조종기를 손에 넣은 쇼타로는 로보트의 힘을 사용하여 차례로 나타나는 범죄자나 나쁜 로보트들을 죽이고, 평화를 지키기 위해 활약한다.

논란: 가네다 쇼타로는 11세인데, 운전면허 없이 자동차를 운전하는 장면이 있었다.

## 역사
- 1956년 : 만화 《철인 28호》가 월간지 《쇼넨》에 연재 개시.
- 1959년 : 라디오 드라마 《철인 28호》가 닛폰방송에서 방송됨. (원작 이외의 매체로 이식된 것은 이것이 최초)
- 1960년 : 실사 TV드라마 《철인 28호》(흑백, 전 13화)가 닛폰 TV에서 방송됨.
- 1963년 : TV 애니메이션 제1작 《철인 28호》(흑백, 전 97화)가 후지 TV에서 방송됨.
- 1966년 : 위 작품이 《자이갠토어(Gigantor)》라는 제목으로 더빙되어 미국 뉴욕의 WPIX 방송국에서 방송됨.
- 1978년 : 라디오 드라마 《철인 28호》가 닛폰방송에서 방송됨.
- 1980년 : TV 애니메이션 제2작 《철인 28호》(컬러, 전 51화)가 닛폰 TV에서 방송됨. 이후 영상 소프트 발매시 《태양의 사자 철인 28호》로 제목 변경.
- 1986년 : 스튜디오 하드의 게임북 《철인 28호 도쿄원폭작전》 발매.
- 1992년 : TV 애니메이션 제3작 《초전동로보 철인 28호 FX》(컬러, 전 47화)가 닛폰 TV에서 방송됨.
- 2000년 : 미국의 Antarctic Press에서 만화 《자이갠토어(Gigantor)》 시리즈 전개.
- 2004년 : 하세가와 유이치의 만화 《철인 28호 황제의 문장》이 《월간 매거진 Z》에서 연재 개시.
- 2004년 4월 : TV 애니메이션 제4작 《철인 28호》(컬러, 전 26화)가 TV 도쿄에서 방송됨.
- 2004년 10월 : 시게마 게이의 장편소설 《공상과학소설 철인 28호》 발매.
- 2005년 3월 : 극장용 실사영화 《철인 28호》 개봉. (도가시 신 감독, 쇼치쿠 배급)
- 2005년 11월 : 우시오슛판에서 원작만화 《철인 28호》의 완전판 간행 개시. (전 24권)
- 2006년 : 사토 후미야의 만화 《철인 탈환작전》이 《매거진 SPECIAL》에서 연재 개시.
- 2007년 : 극장용 애니메이션 영화 《철인 28호 백주의 잔월》 개봉. (이마가와 야스히로 감독)
- 2008년 12월 : 홍콩의 CG애니메이션 제작회사 Imagi Animation Studios에서 리메이크 작품 《T28》의 티저영상 공개. (실제로 제작되지는 못함)
- 2009년 1월 : 오시이 마모루가 연출한 연극 《철인 28호》 공연.
- 2009년 10월 : NTT docomo의 인터넷 서비스 CM에 실사로 구현된 철인 28호와 쇼타로가 출연.
- 2009년 10월 : 효고현 고베시에 18미터의 철인 28호 기념상 건립. 완성 기념행사 개최.
- 2010년 : 오시이 마모루가 감독한 연극 버전의 스핀오프 영화 《28 1/2 망상의 거인》 개봉.
- 2012년 : 단편소설집 《철인 28호 THE NOVELS》 발매.
- 2013년 4월 : TV 애니메이션 제5작 《철인 28호 가오!》가 후지 TV에서 방송됨.

## 등장 인물

### 주인공과 그 주변인물
- 가네다 쇼타로(金田正太郎)

소년탐정. 잔혹한 성격으로, 씩씩한 행동과 어른도 하지 못하는 추리를 하고, 유연한 발상을 살려 사건을 해결한다. 자동차를 운전하며 권총의 명수일 뿐만 아니라, 제트 전투기에도 탑승하고, 헬리콥터 조종이나 잠수작업 등도 한다. 로보트 사건 이전부터 소년탐정으로 명성을 날리고 있었고, 그는 경찰청에도 자유롭게 출입하며 수사에 협조한다. 로보트 납치 사건 이후는 로보트의 조종자로서 악당을 죽인다. 그는 서양식 저택에서 혼자 살고 있다. 그는 보통은 블레이저와 반바지, 넥타이 차림으로 다닌다. 그의 한국 이름은 홍현우.
- 시키시마(敷島) 박사

철인 28호를 개발한 과학자. 보통때는 학자답게 온화하고 냉정 침착한 성격이지만 유사시에는 총을 들고 싸우거나 폭파작업도 사양하지 않는다. 쇼타로에게는 모범적인 아버지 같은 어른이며, 박사 자신도 쇼타로를 자식처럼 생각하고 있다.
태평양 전쟁 말기, 군의 명령을 받고 철인 개발계획에 종사했다. 근무 중이던 비밀 연구소가 미군의 폭격을 받아 전멸했을 때 구사일생으로 살아남아 근처 섬에서 숨어 살다가, 전쟁이 끝난 후 신문을 통해 철인 사건을 알고 비밀리에 귀국하여 철인의 행방을 쫓다가 쇼타로 일행과 합류한다. 쇼타로의 좋은 협력자로서 수사에 관련된 조언이나 철인의 수리, 과학범죄의 분석 등 다방면에 걸쳐 활약을 함께 한다. 또한 철인의 개발자라는 이유로 적의 표적이 되어 납치당하는 일도 잦다.
기혼자로, 부인과 데쓰오(鉄男)라는 자식이 있다. 데쓰오는 박사가 귀국하기 전부터 쇼타로의 친구이기도 했다. 박사의 아버지인 시키시마 노인도 이들과 함께 살고 있었으나 로봇 강도단이 시키시마 일가의 집을 습격했을 때 총에 맞아 사망한다.
- 오쓰카(大塚) 서장

쇼타로에게 단골로 사건을 의뢰하여 함께 수사하는 경찰 간부. 경찰관으로서의 솜씨는 일류지만 추리력은 쇼타로에 못미치기 때문에 쇼타로에게 있어서는 셜록 홈즈의 왓슨 박사같은 존재라고 할 수 있다. 쇼타로 입장에서는 덤벙대지만 인정많은 친척 아저씨같은 존재. 서장 본인은 쇼타로를 자식처럼 아끼고 있다. 기혼자로 아직 자식은 없으나 부인 가요코(加代子)는 상당한 미인이다.
어린이인 쇼타로 이상으로 감정의 기복이 심해서 희노애락의 표현이 매우 솔직한 편이다. 항상 농담이나 어설픈 행동으로 주변의 분위기를 화기애애하게 만들어주는 개그 담당이기도 하다. 경관으로서도 인간으로서도 정의감이 넘치며, 상당한 행동파로 부하들의 신뢰도 두텁다.
- 가네다 박사

가네다 쇼타로의 부친. 전쟁 중에 철인 28호의 설계 제조에 착수, 그 후 도중에 연합국의 폭격으로 연구가 잿더미로 변하지만 결코 포기하지 않고 조수인 시키시마와 공동으로 연구를 계속한 끝에 전쟁이 끝난 뒤 1955년 가을에 완성시킨다.
원래 잡지 연재 당시에는 존재하지 않았으나 단행본 버전(캇파 코믹스 4권)에서 추가된 인물. 따라서 잡지 연재판이나 이후 복각된 원작완전판에서는 이 인물이 등장하지 않고 시키시마가 독자적으로 철인을 개발한 것으로 나온다.

### 무라사메 일가
- 무라사메 겐지(村雨健次)

쇼타로의 라이벌에 해당하는 인물. 갱단 '무라사메 일가'의 일원으로, 초기에는 철인을 둘러싸고 쇼타로와 대립했으나, 더 강력한 적이 나타나면서 쇼타로에게 협력하게 된다. 쇼타로만큼은 아니지만 임시로 철인을 조종했을 때는 제법 괜찮은 솜씨를 보여주었다. 중반부터는 역할이 점점 축소되면서 결국 잊혀진다.
- 무라사메 류사쿠(村雨竜作)

갱단 '무라사메 일가'의 보스이자 겐지의 형. 갱이긴 하지만 의외로 의리있고 호탕한 인물이며, 부하들도 그를 진심으로 따르는 모습을 보여준다. 시키시마 일가의 집을 습격했을 때 우연히 로봇 강도단에게 그 자리를 새치기당하고, 게다가 철인 26호의 공격으로 부하 다쓰(辰)가 죽는 바람에 원수를 갚기로 결의한다.
이후 철인 28호의 조종기를 둘러싸고 쇼타로와 PX단이 싸우는 장소에 난입하여 조종기를 탈취하지만 그 때 PX단이 쏜 총에 맞아 빈사의 중상을 입는다. 죽을 때가 가까워진 것을 깨달은 류사쿠는 조종기를 들고 차에 올라탄 채 철인에게 돌격, 스스로의 생명을 희생하여 철인을 바다에 빠뜨린다.
- 무라사메 일가의 단원들

무라사메 형제를 중심으로 조직된 갱단. 도쿄도를 중심으로 무장강도나 밀수 등에 관여한다. 쓸데없는 피를 흘리지 않고 동료끼리는 반드시 굳은 의리로 감싸주는 철칙이 있다. 작전에 따라서 멤버의 구성이 계속 바뀌기 때문에 정확한 인원수나 규모는 불명. 무라사메 형제만 친형제이고 나머지는 의형제인데, 그 중 다쓰가 철인에게 살해당하는 사건이 벌어지는 바람에 철인 사건에 말려들게 된다.

### 악역 및 관계자들
- 노리쿠라다케(乗鞍岳)의 복면 괴인

전쟁이 끝난 후 노리쿠라다케 산중의 지하 연구시설에서 철인 26호, 27호, 28호를 제작한 인물. 복면을 벗은 맨얼굴은 물론 그 밖의 신상정보도 불명. 시키시마 박사는 전쟁 중 철인계획에 종사했던 과학자나 기술자 중 누군가가 살아남은 것으로 추측했다.
목적은 알 수 없으나, 철인 26호와 27호를 먼저 완성시킨 뒤 로봇 강도단을 조직하여 필요한 자금과 기재를 모아서 28호의 제작에 들어갔다. 경찰이나 철인에 흥미를 갖게 된 범죄자들에게 추적받다가 완성 직전의 28호를 무리하게 기동시키는 바람에 눈 앞에서 빼앗기고 만다. PX단과 손을 잡고 철인을 국외로 반출하려고 하였으나 실패하고, 총격전에 말려들어 목숨을 잃었다.
- PX단(PX団)

전 세계적 규모의 범죄조직. 국제밀수나 조직범죄를 곳곳에서 조종하고 있으며, 제트기나 잠수함 같은 군사력까지 보유하고 있다. 각국에 지부가 설치되어 있고 단원들은 엄격한 규율로 통제된다. 철인 사건에 개입하여, 쇼타로나 클로로포름, 심지어는 S국 스파이단까지 적으로 돌려 대난전을 벌이다가 결국 일본지부가 괴멸하고 지부장은 도망치다가 상어에게 잡아먹히는 비참한 결말을 맞이한다.
- 클로로포름(クロロホルム)

PX단을 쫓아 프랑스에서 건너온 유명한 탐정. 신중한 성격이지만 자기 능력에 절대적인 자신감을 품고 있어서 제법 프라이드가 높다. 일본에 도착한 직후에는 쇼타로를 어린애 취급하여, 쇼타로에게 의지하는 일본 경찰도 얕잡아보았다. 하지만 곧바로 쇼타로의 능력을 인정하고 좋은 협력자가 된다. 조수 니코폰스키를 비상시의 대역으로 삼고 있었으나 그 니코폰스키가 S국 스파이라는 사실을 눈치채지 못하고, 오히려 그의 알리바이를 뒷받침하는 대역으로 역이용당한다. 마지막까지 니코폰스키의 행동에 농락당하다가 결국 팔에 부상을 입고 프랑스로 귀국했다.
- 니코폰스키(ニコポンスキー)

탐정 클로로포름의 조수. 그 정체는 철인 개발기술을 노리고 일본에 침투한 S국 스파이단의 단장.
클로로포름과 꼭 닮았을 뿐만 아니라 클로로포름 이상으로 변장의 명인이기도 하다. 주도면밀한 준비와 대담한 행동으로 쇼타로 일행을 농락했다. 결국에는 부하들이 대부분 괴멸하는 바람에 거의 혼자서 고군분투한다. 그래서 참을성 없고 잔혹한 일면도 가끔 드러내지만, 위기를 기회로 바꾸는 절묘한 기지와 뛰어난 교섭능력 및 연기력은 오쓰카 서장으로부터도 "적이지만 대단한 사내였다"는 감탄을 이끌어낼 정도였다.
- 스릴 서스펜스(スリル・サスペンス)

미합중국 암흑가에서 이름을 날리던 갱단의 보스. 잔인무도한 성격으로 목적을 위해서는 수단을 가리지 않는 남자.
철인을 범죄에 이용하기 위해 철인 강탈을 계획하고 일본에 찾아온다. 도주 중인 니코폰스키로부터 일시적으로 조종기를 빼앗지만, 산전수전 다 겪은 강자들이 계속해서 덤벼오는 바람에 고생만 하고 경찰에 체포된다. 하지만 인조인간 몬스터와 함께 탈옥한 것을 계기로 후랑켄 박사와 만나 신형 로봇 박카스를 손에 넣는다.
지략이 뛰어나거나 힘이 센 것은 아니지만 갱단의 보스를 할 만큼 배짱도 세고 담력도 만만찮기 때문에, 아무리 예상치 못한 일이 생겨도 곧바로 정신을 수습하고 자기 나름대로 대응하며, 뭐든지 자기 이익과 결부시켜 재빠르게 판단을 내린다. 하지만 욕심이 너무 큰 나머지 갖은 악행을 저지르다가 결국 다시 체포된다.
다수의 부하들을 거느리고 있으나 원작에서 이름이 판명된 것은 지르바(ジルバ)와 롱런(ロングラン) 두 명뿐이다.
- 쟈넬 파이브(ジャネル・ファイブ)

프랑스의 괴도신사. 연재 당시에는 샤넬 파이브(シャネル・ファイブ)라는 이름이었으나 상표권 문제 때문에 이름이 바뀌었다.
철인을 자기의 로봇 콜렉션에 추가하려는 목적으로 일본을 방문, 치밀한 준비를 하고 나서 쇼타로에게 도전한다. 얼룩바위에 기암성을 지은 뒤 일본에서의 활동을 본격적으로 시작한다. 니코폰스키 못지 않은 변장의 명인으로, 살상을 싫어하고 부녀자나 어린이에게는 손대지 않는 신사적인 범죄자. 그 특유의 미의식은 부하들에게도 침투한 모양인데, 쇼타로가 생명의 위기에 빠졌을 때 쟈넬의 부하들이 "그냥 놔뒀다간 나중에 두목한테 혼난다"며 일부러 구해주기도 했을 정도다.
엄중한 경계를 뚫고 화려하게 목표물을 훔쳐내는 것이 삶의 보람으로, 상대방이 눈치채지 못한 사이에 훔쳐낸 뒤 상대가 당황하는 것을 보며 즐기는 것을 취미로 삼고 있다. 결국 클로로포름과 손잡은 쇼타로에게 추적당하여 쟁탈전에는 패했으나 솔직하게 패배선언을 하고 미련 없이 일본을 떠났다.
'기암성'이란 명칭이나 캐릭터의 성격 등으로 보아 아르센 뤼팽이 모티브인 것으로 여겨진다.
- 후랑켄 슈타인(不乱拳酒多飲) 박사

쇼타로를 괴롭힌 굴지의 호적수인 동시에 자타가 공인하는 불세출의 매드 사이언티스트. 모티브는 소설 《프랑켄슈타인》의 주인공인 천재 과학자 빅터 프랑켄슈타인.
온화한 노인이라는 겉모습과 함께 인간의 도덕률이나 일반상식과는 다소 동떨어진 악마적인 일면을 겸비한 인물. 연구를 완성시키기 위해서는 수단방법을 가리지 않으며, 자신의 원칙에서 벗어난 경우는 경찰과 범죄자들을 몽땅 적으로 돌리는 무모한 모습도 보여준다. 기계공학, 화학, 생물학 등등 여러 방면에 조예가 깊어서, 비행 가오리, 로봇 가오리, 인조인간 몬스터, 소형 잠항정, 수중 바이크, 박카스, 블랙옥스 등 다양한 발명품을 거의 혼자서 만들어 냈다. 특히 박카스와 블랙옥스는 단기간에 제작되었음에도 불구하고 철인과 호각으로 싸울 정도의 완성도를 보여주었다. 얼룩바위의 해저연구소 외에 다수의 아지트를 보유하고 있다.
원래는 자기 창조물인 박카스에게 살해당했으나 인조인간 몬스터를 제작할 때 개발한 시체 소생 기술을 기록으로 남겨둔 덕분에 그 노트를 손에 넣은 검은 복면단에 의해 개조인간으로 되살아났다. 복면단의 요청에 따라 인간처럼 생각하는 로봇을 목표로 블랙옥스를 제작하였으나 결국 완성에 이르지 못하고 도주 중 자위대의 포격을 맞아 사망한다.
- 마키무라(牧村) 박사

오랜 연구개발 끝에 자아를 가진 인공지능 로봇 로비를 만들어낸 과학자. 법률도 인명도 전혀 고려하지 않는 매드 사이언티스트가 속출하는 이 작품에서는 보기 드문 인격자로, 예전에는 드라그넷 박사와 함께 전자두뇌 연구를 하기도 했다.
로비를 인간의 아이처럼 소중하게 키워낸 뒤 세상에 발표하려고 했으나 조수 스케가와(助川)가 로비를 탈취하여 나쁜 짓을 가르치는 바람에 모든 계획이 수포로 돌아간다. 로비의 범죄 소식을 듣고 안타까워하다가 경찰에 자진출두하여 사건 수습을 위해 쇼타로에게 협력한다. 하지만 스케가와의 곁으로부터 도망쳐 나와 인류 전체를 적으로 돌린 로비가 너무나도 큰 피해를 주었기 때문에 결국 전자두뇌 연구를 포기하고 학계를 떠난다. 이후 로비 사건을 듣고 찾아온 드라그넷 박사가 전자두뇌 제조법을 가르쳐달라고 부탁하지만 거절한다.
- 드라그넷(ドラグネット) 박사

외국에서 온 천재과학자. 전자두뇌 개발에 집념을 불태우다가 결국 로비에게 접근하여 전자두뇌의 비밀을 알아내려고 한다. 꽃게를 연상시키는 독특한 헤어스타일이 특징. 잡지 연재 당시에는 한쪽 다리를 잃은 장애인이었으나 이후 단행본에 실리면서 두 다리 모두 멀쩡한 것으로 수정되었다.
상당히 독선적이고 비뚤어진 성격이지만 실력만은 우수해서 나름대로 높은 자긍심을 갖고 있다. 급조한 싸구려 로봇으로 철인과 쇼타로를 꼼짝못하게 하는가 하면 수제 만능 자동차로 로비의 부하 로봇들을 물리치고 로비를 협상 테이블에 끌어내는 등, 꽤 만만찮은 인물이다.
초인간 케리와 로봇 길버트의 제작자이다. 우주개발용 개조인간의 실험을 하던 중 조수 케리의 계산 실수로 실험이 실패하자 분노하여 케리를 산 채로 실험재료로 삼아 초인간으로 만들어 버리는 만행을 저지른다. 당시 케리는 죽은 것으로 판단되어 드라그넷 박사는 살인죄로 체포되었으나 재판 과정에서 정신이상 판정을 받고 시설에 수감되었다. 시설에서 출소한 뒤에는 전자두뇌 연구로 방향을 선회하였으나 자기 능력만으로는 도저히 완성시킬 수가 없어서 마키무라의 걸작품인 로비를 벤치마킹하기로 한 것이었다.
로비에게 전자두뇌를 연구하게 해 주는 교환 조건으로 철인이나 블랙옥스에게도 절대 지지 않는 무적의 로봇을 만들어 주겠다고 약속, 그 결과 제작된 것이 길버트다. 하지만 쇼타로에게 로비가 파괴되는 바람에 실의에 빠진 드라그넷 박사는 일본을 떠나려 하다가 복수귀로서 되살아난 케리에게 살해당하고 만다.
- 초인간 케리(超人間ケリー)

드라그넷 박사에 의해 강제로 개조당한 청년으로, 살아있는 인간의 뇌를 사용하여 우주환경에 적응할 수 있는 기계인간의 기술을 실험하기 위해 만들어진 사이보그. (다만 이 작품이 나올 당시 '사이보그'라는 용어가 없었기 때문에 극중에서는 '초인간'으로만 호칭한다.) 개조 후 기동에 실패하여 죽었다는 판정을 받고 동생 존슨에 의해 묘지에 매장되었으나 벼락이 떨어질 때의 쇼크로 부활했다. 소생 후, 자기를 비참한 꼴로 만든 드라그넷 박사에 대한 증오심에 불타올라 복수를 맹세하고 일본을 방문, 존슨과 함께 박사를 살해하고 국외 도피를 꾀한다.
원래는 온화하고 다정한 성격이었으나 벼락 등으로 인해 기기 장애가 일어날 경우 흉폭하게 변하여 날뛴다. 자기 모습을 남에게 보이는 것을 극도로 꺼려하여, 평소에는 붕대와 모자, 검은 코트로 전신을 감싸고 있다. 트럭을 들어올리는 괴력과 비행능력을 갖추고 있으며, 총알도 튕겨낸다. 또한 본래는 연구실에서 일하고 있었던 만큼 과학지식과 기계기술도 우수하여, 탈취한 길버트를 자유자재로 조종했다. 존슨과 함께 인질을 데리고 도주하려고 하였으나, "투항하지 않으면 인질과 존슨까지 함께 공격하겠다"는 쇼타로의 협박에 고민하다가 동생을 살리기 위해 철인에게 돌격하여 사망.
- 존슨(ジョンソン)

케리의 동생. 형과 함께 드라그넷 박사에 대한 복수를 완수했다. 형과 반대로 증거인멸을 위해 쇼타로를 죽이려 하는 등 심한 짓도 주저하지 않는 인물.
형제 사이의 우애는 매우 깊어서, 체포된 뒤 복수에 이르게 된 경위를 담담히 밝히는 장면에서는 쇼타로 일행도 동정을 금치 못했다.
- 야마아라시 이와오(山嵐巌)

폭력단 시라쓰카구미(白柄組)의 보스. 거대 개미 사건을 이용하여 다이아몬드 밀수를 은폐하려 했으나 쇼타로에게 음모를 간파당하고, 결국은 거대 개미에게 살해당한다.
- 지킬스키(ジキルスキー)

S국 스파이. 본국에서는 하바로프(ハバロフ) 각하라고 불린다. 철인을 가짜와 바꿔치기하여 강탈하려 했으나 실패, 추격당한 끝에 부하들과 함께 음독 자살한다.
- 고로길(ゴロギル) 박사

로봇 몬스터를 개발한 칼리 국의 과학자. 십자결사가 몬스터를 빼앗아 악용하려 하자, 쇼타로에게 도움을 청하기 위해 일본에 온다.
- 십자결사(十字結社)

칼리 국의 왕정 타도와 정권 강탈을 노리는 정치결사. 자기들의 주장을 관철시키기 위해서는 테러 활동도 서슴지 않는다. 하지만 실제로는 어떤 정치적 이상이 있어서가 아니라 단순히 권력을 잡기 위해 행동하는 것으로, 과격한 범죄단체와 별다를 것이 없는 집단이다. 고로길 박사를 쫓아 일본에 왔다가 쇼타로와 오쓰카 서장의 활약에 의해 격퇴당한다. 이후 본국의 십자결사 본부도 지나친 행동으로 국민들의 노여움을 사서, 국왕군의 총공격을 받아 전멸했다고 언급된다.
- 블랙(ブラック) 박사

체세포가 붕괴되는 심각한 유전병에 의해 시한부 인생을 살고 있는 의사. 적사관(赤死館)이라는 시골 저택에 숨어 산다. 같은 병으로 고생하고 있는 아들의 뇌를 사라(佐良)라는 청년에게 이식하려고 하다가 쇼타로에게 저지당한다. 병 때문에 일그러진 얼굴을 검은 복면으로 가리고 있다.
- 빅 파이어(ビッグファイア) 박사

로봇을 공장하는 경영자이자 과학자. 과학자다운 지적인 면보다는 이윤을 최우선으로 여기는 경영자로서의 일면이 강하며, 생각이 짧고 자아도취적인 측면이 있다.
학습기능을 지닌 지능회로를 개발하여 상업화할 정도의 재능을 갖추었으나, 자기 상품을 베라네드 재단이 구매하도록 만들기 위해 범죄행위에 뛰어든다. 자기 이름을 딴 로봇인 파이어 2세, 파이어 3세를 만들었으나 결국 철인과 쇼타로에게 격퇴당한다. 같은 작가의 작품인 《자이언트 로보》의 비밀결사 빅 파이어와는 전혀 상관없다.
- 베라네드 재단(ベラネード財団)

대규모 건설공사를 발주하는 거대 기업. 경영자인 베라네드 본인은 양심적인 인물이지만 공사현장에서 필요로 하는 대량의 로봇을 경쟁입찰 방식으로 구매하고 있기 때문에 그 경쟁에 이기려는 사업자나 개발자들 사이에 알력이 생겨나고, 때로는 빅 파이어같은 범죄자까지 끼어들어 혼란을 일으키는 계기가 되기도 한다.
- 고무라스(ゴムラス) 사령관

중동 사막에 위치한 어느 국가의 국왕. 철권통치를 일삼다가 기드(ギド)가 이끄는 혁명군의 도전을 받게 된다. 해외 여행 중이던 쇼타로 일행을 납치한 뒤 철인을 이용해서 혁명군을 쫓아버리려는 음모를 꾸민다. 이때 해외에서의 자기 평판을 고려하여 쇼타로에게는 마치 자기가 혁명군인 것처럼 거짓말을 한다. 처음에는 감쪽같이 속아서 혁명군과 싸우던 쇼타로가 혁명군에게 납치되어 진실을 알게 되자, 이번에는 외국에서 수입한 로봇 새턴을 동원하여 역습을 꾀한다. 혁명군은 물론 민간인들까지 잔혹하게 살해하고 오쓰카 서장을 인질로 삼아 협박하는 바람에 쇼타로의 분노를 사게 되어, 철인의 공격을 받고 패주, 외국으로 도망친다.
- 스노 국(スノー国) 공작원

본국에서 밀반출된 비밀 설계도를 회수하기 위해 일본에 침투한다. 공원 지하에 비밀기지를 건설하고 서류가 경찰에 넘어가자 로봇 VL2호를 동원하여 기습을 가하는 등 잠입공작원 치고는 너무 요란하게 행동하다가 주목을 끈다. 입막음을 위해 목격자를 살해하는 등 냉혹비정한 자들이지만 쇼타로를 어린이라고 얕봐서 살려주는 등 허술한 모습을 보여주기도 한다.
- 블랙단(ブラック団)

세계정복을 노리는 범죄조직. 해저에 각국 주요도시를 겨냥한 미사일 기지를 건설하고 세계를 좌지우지하려고 꾀한다. 그러나 우연히 사건에 개입한 쇼타로가 철인과 함께 쳐들어오는 바람에 실행도 해 보기 전에 실패하고 만다. 단원은 모두 두꺼운 입술이 특색인 마스크를 하고 있으며 서로 코드넘버로 호칭한다.
- 괴도 블랙마스크(怪盗ブラックマスク)

도쿄를 소란스럽게 만든 신출귀몰한 은행강도. 그 정체는 기술자인 아리모토 카게로(有本影郎). 자신이 개발한 차원조작기를 사용하여 순간이동을 한다. 보석에 감춰진 유도전파 발신기를 눈치채지 못한 탓에 전파를 따라온 철인에게 차원조작기가 파괴당하여 도주에 실패, 경찰에 체포된다.

## 등장 로봇

### 철인 28호
주역 로봇. '철인' 혹은 '28호'라는 약칭으로 부르기도 한다. 작가 인터뷰에 따르면 창작 모티브는 미군의 B-29 폭격기와 프랑켄슈타인의 괴물.
태평양 전쟁 말기에 구 일본군이 형세 역전을 목표로 남해의 외딴 섬에서 극비리에 개발한 로봇 병기 시리즈의 28번째 설계기. 시키시마 박사가 개발을 주도하여 완성 직전까지 갔으나, 계획이 미군에게 새어나가는 바람에 섬의 연구소가 폭격을 받아 계획이 중단되고, 연구시설 및 연구인력 대부분을 상실함에 따라 철인계획 그 자체도 잊혀졌다. 전쟁이 끝난 후 정체불명의 복면 괴인이 노리쿠라다케의 지하시설에서 완성했고, 그 뒤 몇 번의 우여곡절을 거쳐 가네다 쇼타로의 소유가 된다.
이후 코믹스 개정판이나 애니메이션 방영에 맞춰 발매된 재편집판에서는 '가네다 쇼타로의 부친인 천재 과학자 가네다 박사'의 설정이 추가되어, 철인 28호는 가네다 박사를 중심으로 한 연구진이 전쟁 중에 설계하였으나 미군의 폭격으로 개발이 중단되었고, 종전 후 전쟁과는 상관 없이 '과학자로서 훌륭한 로봇을 완성하고 싶다'라는 이유로 가네다 박사가 시키시마 박사의 협력을 얻어 결국 완성하였다는 식으로 설명된다. 이러한 설정은 철인의 소유권이나 조종자로서의 정당성을 쇼타로에게 부여하기 위한 장치로 여겨지는데, 실제로 60년대 이후 제작된 애니메이션 버전 및 실사영화에서는 대부분 가네다 박사의 설정을 채택하고 있다. 다만 우시오슛판에서 잡지 연재 당시의 내용을 복각하여 출판한 원작완전판이나 최초의 애니메이션 직전에 제작된 실사 드라마에서는 '복면 괴인이 철인을 완성했다'는 설정을 따른다.
내장 무기나 고정 무장을 전혀 가지지 않고 특수강철로 만들어진 튼튼한 몸체 하나만을 무기로 삼아서 적과 싸운다. 팔다리에 장비된 소형 보조동력(독립연동 장치) 덕분에 불의의 사고로 팔이나 다리 등의 일부분이 파손되더라도 항상 안정된 출력으로 가동할 수 있다. 또한 유사시에는 각 연동 장치의 출력을 한 데 모음으로써 체격을 훨씬 뛰어넘는 괴력을 발휘할 수 있다. 등에 달린 로켓 엔진은 초기설계에는 존재하지 않았으나 니코폰스키가 이끄는 S국 스파이단에 탈취당했을 때 덧붙여진 것이다. 로켓의 출력은 전함을 움직일 정도로 강력하지만, 철인 본체만큼 강도가 높지 않아 파손되는 일도 잦다.
크기는 연재 초기에는 3미터 정도로 묘사되었으나 이후 손바닥에 사람을 태우고 비행하거나 5~6층 정도의 빌딩과 나란히 서 있는 장면이 나오는 등 점점 대형화되었다.
사람이 직접 탑승하지 않고 소형 조종기(리모콘)를 사용하여 원격조종하는 방식이다. 명령 범위 안의 단순한 동작은 자동적으로 취할 수 있으나, 격투전이나 인명구조 등 정밀하고 다채로운 동작이 필요한 경우에는 반드시 사람이 가시거리에서 조종해야 한다. 부상당한 오쓰카 서장이나 니코폰스키가 한 손으로도 간단히 조종할 수 있을 정도로 간편하게 만들어져 있으나, 반대로 적이 조종기를 탈취했을 때에는 간단히 조종법을 익혀서 철인을 악용할 수 있다는 위험성도 존재한다.
연재 초기에는 적과 아군을 가리지 않고 모두가 탐내는 불세출의 비밀명기로서 주목을 받아 숱한 쟁탈전의 표적이 되었으나 중반 이후 기술의 발전에 따라 철인보다 우수한 로봇이 계속 등장하고 로봇을 아예 사용하지 않는 과학범죄의 비중도 높아지면서 쟁탈전보다는 철인을 활용하여 이들 범죄에 대처하는 지혜 겨루기의 양상이 더 커졌다. 조종전파를 차단당하면 움직이지 못하게 되거나 폭주할 수 있다는 점, 항상 가시거리에서 조종해야 하기 때문에 가동범위가 극도로 제한된다는 점, 그리고 조종자가 무방비로 노출되어 적의 역습을 받을 위험이 있다는 점 등등 약점도 적지 않다. 그에 따라 연재 후반에는 단순히 철인의 강력함만으로 적을 쓰러뜨리는 것이 아니고 쇼타로의 조종자로서의 판단력과 행동력, 시키시마 박사의 과학 지식, 오쓰카 서장과 경관대의 협력에 따른 팀 플레이 등등 다양한 요소를 조합하여 사건을 해결하게 되었다.

### 블랙옥스
개조수술로 부활한 후랑켄 박사가 얼룩바위의 복면 괴인단으로부터 의뢰를 받고 제작한 칠흑의 괴로봇. '옥스'라는 약칭으로도 불린다.
본래는 '철인보다 강하고 인간처럼 스스로 생각하는 로봇'이라는 목표하에 개발되었으나 경찰의 수사망이 점점 좁혀져 옴에 따라 시간적 여유가 없어져서 결국은 '생각하는 기능'을 생략하고 그냥 원격조종형 로봇으로 완성되었다. 원래 철인의 약점을 공략하여 승리하는 데 중점을 두고 설계되었기 때문에 철인을 압도하는 강력한 라이벌 로봇이라는 위치를 점유하게 되었다. 전파방해장치가 내장되어 있어서 철인과 같은 원격조종형 로봇을 무력화시킬 수 있으며, 초보적인 전자두뇌를 탑재하고 있어서 철인보다 훨씬 고도의 자율행동이 가능하다. 손가락 끝에는 열선이나 최면가스를 발사하는 장치가 되어 있고, 철인에 못지 않은 튼튼한 몸체와 완력을 갖추고 있다. 얼룩바위에서 채취한 새로운 에너지원 '바귬'을 동력원으로 하여 움직인다. 약점은 비행 기능이 없어서 철인보다 이동 속도가 떨어진다는 것.
후랑켄 박사가 복면단과 함께 소탕된 뒤에는 경시청에 몰수되어, 철인 혼자서는 대처할 수 없는 사건이 벌어질 경우 쇼타로의 조종으로 현장에 투입되었다. 길버트와의 대결에서 심각한 손상을 입은 뒤로는 극중에 등장하지 않는다.
주인공인 철인에 못지 않은 지명도를 자랑하는 인기 기체이며, 강력한 라이벌로 나타나서 싸우다가 한 번 깨진 뒤에 주인공의 든든한 아군이 된다는 소년만화의 패턴을 확립한 공로자이기도 하다. 《기동경찰 패트레이버》의 그리폰 등등 후대의 악역 로봇 디자인에도 영향을 주었다.

### 철인 시리즈
- 철인 26호(鉄人26号)

철인계획의 26호 설계기. 전쟁 중에 설계된 것을 종전 후 노리쿠라다케의 복면 괴인이 완성한 것으로 추측된다.
후추통이나 양동이를 닮은 인간 크기의 원통형 로봇. 28호의 제작 자금을 조달하기 위해 로봇 강도단에 투입된다. 철인의 설계자인 시키시마 박사의 저택을 습격하여 박사의 부친을 살해했다. 전격과 유사한 괴광선을 발사할 수 있으며, 겉보기는 조잡하지만 연재 당시의 통상병기에 비해서는 충분히 강력한 로봇이다.
- 철인 27호(鉄人27号)

철인계획의 27호 설계기. 역시 전쟁 때 설계된 것을 노리쿠라다케의 복면 괴인이 완성했다.
26호와는 달리 인간에 가까운 생김새로 만들어졌으며 얼굴 조형도 오히려 28호보다 인간에 가깝다. 전차포에도 끄떡없는 장갑과 수십 톤을 문제없이 들어올리는 괴력 등 엄청난 성능으로 자위대를 괴롭혔다. 전쟁 중 개발과정에서는 목적했던 완성도에는 이르지 못하여 결국 폐기되고 28호를 새로 개발하게 된 것으로 묘사된다. 실제로 기동하여 폭주상태에 빠진 28호에게는 손도 까딱 못 하고 순식간에 파괴되었다. 복면 괴인은 극중에 등장한 27호를 '대형 27호'라고 불렀으나 그 말이 정확히 어떤 의미인지는 불명.

### 악역 로봇
- S국의 공룡 로봇

일본에서의 활동 거점을 잃은 니코폰스키가 본국에 구원요청을 하여 받아낸 로봇. 브라키오사우루스를 본딴 형태로 만들어졌다. 철인 28호보다 거대하며 다양한 기능을 갖추고 있는 반면, S국의 로봇 소형화 기술이 일본보다 뒤처져 있음을 보여주는 증거이기도 하다. 내부에 여러 명의 승무원이 탑승하여 조종하는 방식인데 조종석은 마치 잠수함을 연상시키는 분업 형태를 갖추고 있다. 처음에는 진짜 공룡을 모방한 껍질로 위장하고 있었으나 치열한 공방을 거듭하다가 로봇임이 탄로난다. 내부에는 기총이나 포탄 등의 병기가 내장되어 있으며, 포로를 감금하는 방이나 탈출용 제트기의 격납고, 탄약고 등의 블록이 설치되어 있다.
- 인조인간 몬스터(人造人間モンスター)

후랑켄 박사가 오랜 세월 동안 연구하여 만들어낸, 시체와 기계를 융합한 개조인간. 몬스터라는 호칭이 정식명칭인지 별명인지는 불명. 프랑켄슈타인의 괴물을 모티브로 만들어진 철인을 상대하기 위해 프랑켄슈타인의 괴물 그 자체를 등장시킨다는 아이디어에서 탄생한 캐릭터다. 괴력과 엄청난 맷집이 장점이지만, 살인자의 뇌를 이식했기 때문에 지능지수가 낮고 성격도 흉폭하다. '아우 아우'라는 신음소리밖에 내지 못하지만 어째서인지 후랑켄 박사는 그의 말을 이해하는 모양이다. 상황에 대한 적응력이 빠르고 뜻하지 않은 지혜를 짜내거나 애교있는 포즈를 취하기도 하는 등 겉보기와는 다른 면이 있다. 몬스터에게 뛰어난 두뇌를 주고 싶어하던 후랑켄 박사가 시키시마 박사를 표적으로 삼는 바람에 철인과 쇼타로를 적으로 삼게 된다. 그 과정에서 몇 번 중상을 입고 쓰러지지만, 몸에 내장된 기계를 수리하여 얼마든지 되살려낼 수 있기 때문에 만만찮은 상대로서 철인의 앞을 가로막는다. 나중에 등장하는 십자결사의 로봇 '몬스터'와는 이름만 같을 뿐 전혀 상관없다.
- 박카스(バッカス)

후랑켄 박사가 철인에게 대항하기 위해 제작한 고성능 로봇. 이름의 유래는 로마신화의 주신(酒神) 바쿠스.
원래는 철인과 쇼타로에게 패배의 쓴잔을 마신 박사가 제작을 결심한 것이었으나 일련의 사건에 휘말려 박사와 동행하게 된 스릴 서스펜스가 박사의 은신처에 자기 부하들을 불러모아 박사를 협박해서 강제로 만들게 했다. '처음부터 철인을 쓰러뜨리기 위한 목적으로 만들어진, 철인보다 강한 로봇'의 선두주자. 입에 화염방사기가 장치되어 있으며, 철인보다 훨씬 강력한 비행장치를 갖춘 스마트한 형태로 설계되었다. 후랑켄 박사는 몬스터와 박카스를 자기 자식처럼 여겼던 모양으로, 몬스터에게 박카스를 소개할 때에도 "너의 형제다"라고 말했을 정도다. 스릴 일당의 손에 넘어가 온갖 나쁜 짓을 저질렀으나, 자기 창조물이 엉뚱한 자의 손에 넘어가 악용되는 것을 못마땅하게 생각한 후랑켄 박사가 보다 강력한 고출력 조종장치를 만들어 박카스를 되찾는다. 그러나 쇼타로 일행의 추적을 받고 조종기가 파괴된 박카스는 통제를 잃고 폭주하여 아버지인 후랑켄 박사를 살해하고 날뛰다가 철인과 공중에서 격돌하여 산산조각난다.
연재 이후의 재편집판에서는 스릴 일당의 협박을 받아가며 박카스를 만들던 후랑켄 박사가 박카스의 내부에 자폭장치를 해 두어 기동하자마자 폭발해버리는 것으로 전개가 바뀌었다. (후랑켄 박사는 그 폭발 전날에 탈출하려다가 스릴에게 사살당하고 스릴 일당은 박카스의 폭발로 전원 사망한다.) 다만 우시오슛판의 원작완전판에서는 다시 연재 당시와 같은 전개로 복원되었다.
- 로비(ロビー)

마키무라 박사가 개발한, 자아를 지닌 인공지능 탑재형 로봇. 이름의 유래는 아이작 아시모프의 단편소설에 등장하는 로봇 이름.
검은 조개나 밤톨을 연상시키는 동체에 긴 팔과 3개의 다리가 달려 있어서 마치 상상 속의 화성인을 방불케 하는 형태를 하고 있다. 인간처럼 스스로 생각하고 학습하는 능력을 갖추고 있어서, 기동 초기에는 어린애 정도의 지능을 갖고 있었으나 점차 학습을 거듭함에 따라 인간을 능가하는 발상을 떠올리는 경지에 도달한다. 마키무라 박사의 조수 스케가와의 꾐에 빠져 강도짓에 손대는 바람에 점점 비뚤어진 쪽으로 그 지능을 발달시키게 되어, 쇼타로 일행과 적대한다. 강도사건 이후 스케가와는 로비를 배신하고 파괴하려 하지만 그의 속셈을 눈치챈 로비에게 살해당한다. 로비는 폭발을 틈타 자취를 감추고, 그가 죽었다고 생각한 마키무라는 사건에 대한 책임을 지기 위해 인공지능 연구를 봉인한다.
하지만 살아있었던 로비는 인류에 대한 경멸과 증오에 사로잡혀 로봇만으로 이루어진 로봇 왕국을 만들려고 획책하고, 극비리에 로봇 군대를 설계, 제작한 뒤 인간들에게 선전포고를 한다. 인간을 능가하는 지능과 행동력으로 쇼타로 일행을 몰아붙이고 철인을 탈취하기까지 하지만, 블랙옥스의 투입에 의해 상황이 점점 어려워진다. 드라그넷 박사와 일시적으로 동맹을 맺은 로비는 방해물인 쇼타로를 암살하려 하다가 오히려 역습을 당하여 최후를 맞이한다.
연재 이후의 재편집판에서는 스케가와가 일으킨 폭발로 인해 로비가 죽어버리고 그 뒤의 에피소드는 생략되었다. 다만 우시오슛판의 원작완전판에서는 다시 연재 당시와 같은 전개로 복원되었다.
- 길버트(ギルバート)

드라그넷 박사가 개발한 전투용 로봇.
본래 우주개발 목적으로 시작한 사이보그 연구에서 실패한 드라그넷 박사는 전자두뇌 탑재형 로봇으로 방향을 돌리지만, 전자두뇌의 개발이 생각대로 잘 진행되지 않아서 예전의 공동 연구자였던 마키무라 박사가 만들어낸 로비의 전자두뇌를 분석하고자 한다. 로비는 그 대가로 철인을 능가하는 고성능 로봇의 개발을 요구하고, 그 결과 박사가 단기간에 만들어낸 것이 길버트이다. 하지만 그 사이에 로비가 파괴되는 바람에 목적을 잃은 드라그넷 박사는 실의에 빠져 귀국을 준비하다가 살해당하고, 길버트는 초인간 케리의 손에 넘어가 그의 도주용으로 사용된다.
철인이나 옥스를 능가하는 튼튼한 몸체와 막강한 완력, 그리고 훨씬 빠른 이동속도와 급선회가 가능한 비행장치를 갖추고 있다. 조종자와 약간 멀리 떨어져도 원격조종이 가능하며, 가슴의 열선포로 적을 공격한다. 옥스의 협력이 없었다면 철인 혼자서는 도저히 이겨내기 힘들었을 정도로 강력한 상대였다.
연재 이후의 재편집판에서는 로비의 로봇왕국 에피소드가 생략되었기 때문에 드라그넷 박사가 우주개발용 사이보그 대신에 길버트를 개발했다는 설정으로 바뀌었으며, 사건의 발단도 로봇 박람회장에서 케리가 길버트를 훔쳐가는 것으로 바뀌었다. 다만 우시오슛판의 원작완전판에서는 다시 연재 당시와 같은 전개로 복원되었다.
- 가짜 철인 28호(偽鉄人28号)

S국의 제2차 스파이단이 철인 28호를 손에 넣기 위해 제작한, 철인과 꼭 닮은 로봇. 조종기 째로 진짜 철인과 감쪽같이 바꿔치기되었다. 쇼타로도 실제로 조종해 보고 어느 정도 위화감을 느낄 때까지는 가짜인줄 전혀 눈치채지 못했을 정도로 정교하게 만들어졌으나, 결국 진짜와 공중에서 몸통 박치기를 한 끝에 파괴되었다.
- 몬스터(モンスター)

고로길 박사가 제작한, 시가 형태의 몸체에 고깔모자를 닮은 머리가 달려있는 대형 로봇. 원래의 제작 목적은 불명이지만 온화한 개발자의 성격과는 정반대로 상당히 흉악하게 생긴 로봇이다. 본체와 똑같이 생긴 소형 몬스터를 여러 대 탑재하고 있으며, 비행능력, 수중 및 지중 잠행능력, 동체에 내장된 광선총, 머리에서 뿜어내는 화염방사 등등 다양한 기능이 갖춰져 있다. 체격도 철인보다 2배 정도 크며, 힘도 철인이 로켓을 최대출력으로 분사하여 겨우 땅 속에서 끌어낼 수 있을 정도로 강력하다. 또한 소형 몬스터는 꼬리 부분에서 로켓을 분사하여 적에게 미사일처럼 몸통박치기를 가한다. 과격한 테러조직 '십자결사'에게 탈취당하여 테러활동에 이용당한다. 후랑켄 박사의 인조인간 몬스터와는 이름만 같을 뿐 전혀 상관없다.
- 파이어 2세(ファイア二世)

빅 파이어 박사가 베라네드 재단의 수주를 받기 위해 제작한 토목공사용 로봇. 지능회로에 의한 자기학습기능, 주변탐색과 합동공격에 사용하는 보조 유닛, 열선공격, 발열기능, 토건기능, 콘크리트 재생기능 등을 탑재했다. 자기 판단에 따라 움직이기 때문에 조종자와 멀리 떨어진 상태에서도 복잡한 움직임이 가능하며, 대량생산을 전제로 개발된 상업용 로봇이라는 것도 특징이다. 화이트 버팔로 산의 등산 레이스에서 반칙을 일삼으며 과열경쟁을 벌이다가 철인과 격돌, 뛰어난 성능으로 철인을 압도했으나, 격렬한 싸움 때문에 일어난 산사태에 휘말려 자멸했다. 로봇에게 자기 이름을 붙여줄 정도로 깊은 애정을 갖고 있었던 파이어 박사는 파이어 2세가 철인에게 당한 것으로 오해하고 복수심을 불태우게 된다.
- 파이어 3세(ファイア三世)

빅 파이어 박사가 제조한 파이어 2세의 후계기. 보조 메카와의 연계작전이나 기민한 활동성을 중시했던 파이어 2세와는 달리 튼튼한 장갑과 강력한 힘으로 밀어붙이는 근접격투전 위주의 로봇이다. 역시 지능회로를 갖추고 있으나 학습기능에 다소 문제가 있어서 제대로 잘 가르쳐주지 않으면 엉뚱한 행동을 벌일 위험성도 품고 있다. 공사용으로 만들어진 파이어 2세와는 달리 상당히 공격적인 로봇으로, 처음에는 프레임이나 내부 기기를 노출한 상태로 라이벌 회사의 공장을 습격하여 생산 라인을 파괴하는 테러 활동을 벌였다. 이후 방어력을 향상하고 경찰 수사를 따돌리기 위해 외부장갑을 추가하여 베라네드 재단에 판매 제의를 하지만, 쇼타로 일행의 끈질긴 추적으로 정체가 탄로나 철인과 대결한다. 철인 이상의 파워와 스피드뿐만 아니라 연막, 최면가스, 열선 등을 갖추었으나, 비행기능은 없다.
- 기드(ギド)

어느 사막 국가의 혁명군이 사용하는 사막전용 곤충형 로봇. 등껍질의 가시에서 열선을 방사하며, 모래폭풍이 불어와도 사막 아래로 파고들어 이동 가능. '기드'라는 이름은 혁명군의 우두머리인 과학자 기드의 이름을 따온 것이다. 투구게처럼 껍질이 없는 복부로부터의 공격에는 약하다.
- 새턴(サターン)

어느 국가에서 만든 전투용 로봇. 내전에 말려든 사막 국가의 사령관 고무라스가 발주하여 제작되었다. 커다란 트렁크 만한 조종기로 조종하며, 레이다 탐색, 호밍 공격, 자율파괴행동 등이 가능한 고성능 병기이다. 철인보다 약간 더 큰 고릴라같은 체격으로, 입에서는 화염방사, 손가락에서는 열선을 발사하며, 온몸에 가시 모양의 열선포를 숨기고 있다. 비행능력은 없으나 적과의 교전을 통해 데이터를 수집한 뒤 보다 효과적인 전법을 짜내는 학습기능이 있다. 열선포 일제사격으로 철인의 로켓에 데미지를 주어 격추시키지만 철인 본체에는 피해가 없어서 곧바로 역습을 당한다. 철인이 괴력으로 새턴을 들러올려 집어던졌을 때 가시 모양 열선포가 몸 안쪽으로 구부러지는 바람에 열선포 사격을 하려다 자기 자신에게 열선을 쏘아 자멸한다. 이름의 유래는 로마 신화의 농업의 신 사투르누스 및 토성의 영어명인 새턴.
- VL2호(VL2号)

스노 국으로부터 일본에 밀반입된 로봇 병기. 머리에 뿔 두 개가 붙어있는 오니(鬼) 형태의 디자인으로, 분해 조립이 간편하기 때문에 부품을 로켓 포탄으로 단시간에 수송하여 현지에서 조립, 곧바로 실전배치할 수 있다는 이점이 있다. 비행할 때에는 겨드랑이 부분의 로켓을 사용하기 때문에 두 팔을 옆으로 펼쳐야 한다. 철인을 상회하는 튼튼한 몸체와 비행속도, 조종의 편의성, 자율성 등을 갖추었다. 또한 손으로 잡은 물건에 고전압을 흘려넣어 파괴하는 능력이 있다. 유효 활동 범위가 조종기로부터 반경 10km라는 제한이 있어서, 이 점을 간파한 쇼타로 일행이 조종기의 위치를 역추적하여 스노 국 정보부원들을 궁지에 몰아넣었다. 직접적인 전투보다는 정보수집에 특화된 대량생산형 병기임에도 불구하고 철인에 맞먹는 성능을 가지고 있다는 점에서, 극중에서 철인의 전성기가 점점 저물고 있다는 것을 암시하고 있다.
- 갤론(ギャロン)

세계정복을 노리는 비밀결사 블랙단이 사용하는 검은색의 공룡형 거대로봇. 연재 초기의 S국 공룡로봇과 마찬가지로 브라키오사우루스를 본따서 만들어졌으나 훨씬 기계에 가까운 형상을 하고 있다. 입에는 광선총(혹은 열선총)을 장비하고 있으며, 엄청나게 큰 몸집으로 상대를 깔아뭉개는 전법을 사용한다. 거대한 몸체를 한꺼번에 멀리 이동시키기 어려우므로 몸을 수백 개의 소형 부품으로 분리하여 각각 날려보낸 뒤 목적지에서 다시 합체하는 시스템을 갖추고 있다. 하지만 그만큼 각 부품의 내구성이 낮기 때문에, 이동 도중에 공격을 받을 경우 심각한 고장을 일으킬 수 있다는 것이 약점이다. 조종 방식은 불명이지만 극중에서는 내부에 사람이 탑승하여 조종하는 묘사가 없는 것으로 보아 무선조종형 혹은 자율형일 것으로 추측된다.

## 작품 목록

### 《쇼넨》 연재
원래 연재 당시에는 에피소드를 구분하지 않고 계속 이어지는 형태로 연재되었으나 여기서는 편의상 철인의 상대역을 기준으로 구분하였다.
- 철인 탄생 - 1956년 7월호~1957년 4월호
- S국 스파이단 - 1957년 4월호~1958년 8월호
- 괴도 쟈넬 파이브 - 1958년 8월호~1959년 1월호
- 인조인간 몬스터 - 1959년 1월호~1960년 1월호
- 블랙옥스 - 1960년 1월호~1960년 7월호
- 로비 - 1960년 8월호~1961년 5월호
- 초인간 케리 - 1961년 5월호~1961년 11월호
- 거대 개미 사건 - 1961년 11월호~1962년 3월호
- 가짜 철인 사건 - 1962년 3월호~1962년 9월호
- 십자결사 - 1962년 9월호~1963년 5월호
- 블랙 박사 - 1963년 5월호~1963년 8월호
- 파이어 2세 - 1963년 8월호~1963년 11월호
- 파이어 3세 - 1963년 11월호~1964년 6월호
- 사막의 괴로봇 - 1964년 6월호~1964년 11월호
- VL2호 - 1964년 11월호~1965년 5월호
- 빛나는 물체 - 1965년 6월호~1965년 9월호
- 갤론 - 1965년 10월호~1966년 5월호

### 《쇼넨》 증간호 '쇼넨 탐정 북' 게재
대부분 1회성의 독립적인 에피소드. 다만 〈괴로봇 로비〉는 본지의 〈로비〉 편과 연결된다.
- 대금괴 - 1957년 여름호
- 떠오르는 X섬 - 1958년 여름호
- 의문의 비행기 사고 - 1959년 정월호
- 수상한 낙하물체 - 1959년 여름호
- 자동차 경주 - 1960년 정월호
- 괴로봇 로비 - 1960년 여름호
- 괴도 블랙마스크 - 1961년 정월호
- 침몰선의 수수께끼 - 1964년 여름호

### 《쇼넨》 부록 '입체만화'
특수안경을 끼고 보면 그림이 튀어나오는 것처럼 보이는 입체만화.
- 오파나 박사의 도전 - 1958년 11월호 부록
- 로비의 역습 - 1960년 10월호 부록

### 기타 단편 작품
연재 종료 후 리바이벌이나 초대작품 형식으로 집필된 단편들.
- 베이비 하이잭 사건 - 《중1시대》 1971년 4월호 부록
- 철인 28호 대 십자결사 - 《즐거운 유치원》 1972년 1월호
- 신작 철인 28호 - 《월간 소년점프》 1977년 5월 증간 '영원의 명작특집호'

## 출판 정보
- 고분샤 하드커버 《철인 28호》 (A5판, 전 7권)
- 고분샤 캇파 코믹스 《철인 28호》 (B5판 , 전 20권)
- 아키타쇼텐 선데이 코믹스 《철인 28호》 (신서판, 전 10권)
- 아키타쇼텐 아키타 만화문고 《철인 28호》 (문고판, 전 11권)
- 아키타쇼텐 코믹 셀렉트 《철인 28호》 (B6판, 전 6권)
- 다이토샤 복각판 코믹 라이브러리 《철인 28호》 (B6판, 전 8권)
- 고분샤 문고판 《철인 28호》 전 12권 + 《속 철인 28호》 전 13권
- 고분샤 단편집 《철인 28호 DELUXE》 (B5판, 전 1권)
- 우시오슛판 키보 코믹스 스페셜 《원작완전판 철인 28호》 (B6판, 전 24권)[4]
- 우시오슛판 우시오 만화문고 《철인 28호》 (문고판, 전 18권)[5]
- 쇼가쿠칸 크리에이티브 《컬러판 철인 28호》 한정판 박스 1~5 (고분샤 하드커버 및 캇파 코믹스 버전의 합본 복각판)[6]

## 파생 작품

### 라디오 드라마
- 1959년판

1959년 8월 31일~1960년 4월 29일, 닛폰방송에서 방송. 아미지루시 식품공업(あみ印食品工業)의 협찬을 받아 제작.
- 1978년판

1978년 11월 23일~12월 22일, 닛폰방송 〈키린 라디오 극장〉에서 방송. 주요 배역은 60년대판 TV애니메이션의 성우들이 담당.

### 애니메이션
- 1963년에 흑백 TV 애니메이션으로 만들어졌으며, 《자이갠토어(Gigantor)》라는 제목으로 세계 각국에 수출되었다.
- 1980년에 컬러 TV 애니메이션으로 리메이크되었으며, 한국에서도 비디오로 소개되었다.
- 1992년에 《초전동로보 철인 28호 FX》라는 제목의 속편이 제작되었으며, 한국에서도 MBC를 통해 공중파 방영되었다.
- 2004년에 이마가와 야스히로를 감독으로 하여 컬러 TV 애니메이션으로 리메이크되었으며, 한국에서도 DVD가 발매되었다.
- 2007년에는 위 작품을 기초로 한 극장용 애니메이션 영화 《철인 28호 백주의 잔월》이 개봉되었으며, 한국에서는 소규모 영화제를 통해 상영되었다.
- 2013년에는 1963년작 애니메이션의 방영 50주년을 기념하여 《철인 28호 가오!》라는 제목의 단편 애니메이션 시리즈가 제작 방영되었다.

### 실사 작품
- 1960년에 전 13화의 실사 TV드라마로 방영되었다.
- 2005년에 도가시 신 감독에 의해 실사영화가 제작되었으며, 한국에서는 소규모 영화제 및 IPTV 서비스를 통해 상영되었다.

## 같이 보기
- 우주소년 아톰 - 테즈카 오사무의 만화. 비슷한 시기에 《쇼넨》 지에 연재된 경쟁 작품이며, 둘 다 일본의 만화사 및 애니메이션사에 큰 영향을 주었다.

## 참고 문헌
- 요코야마 미쓰테루, 《원작완전판 철인 28호》 전 24권, 우시오슛판, 2005년~2007년.
- 이이키 유산(飯城勇三), 《‘철인 28호’ 대연구 - 리모콘의 꿈》, 고단샤, 2002년.
- 히카리 프로덕션(光プロダクション) 감수, 《철인 28호 론(論)》, 피아, 2005년.
- 요네자와 요시히로(米澤嘉博), 《어린이 쇼와사 - 요코야마 미쓰테루 만화 대전(大全)》, 헤이본샤, 1998년, 18~31·148~149쪽.
- 《요코야마 미쓰테루의 모든 것》, 타쓰미슛판, 2005년, 36~63쪽.
- 《요코야마 미쓰테루 프리미엄 매거진 Vol.08 ‘철인 28호’》, 고단샤, 2009년.